# Molobratia marmoratus
Molobratia marmoratus är en tvåvingeart som först beskrevs av Geoffroy 1785.  Molobratia marmoratus ingår i släktet Molobratia och familjen rovflugor.
Artens utbredningsområde är Frankrike. Inga underarter finns listade i Catalogue of Life.